# Mecze reprezentacji Polski w piłce nożnej mężczyzn prowadzonej przez Adama Nawałkę
Zestawienie spotkań reprezentacji Polski pod wodzą Adama Nawałki.
Kadencja Adama Nawałki na stanowisku selekcjonera reprezentacji Polski, trwała od 1 listopada 2013 do 31 lipca 2018 roku.

## Oficjalne międzynarodowe spotkania
| Nr | Przeciwnik        | Miejsce             | Data                 | Impreza         | Wynik (Polska – przeciwnik) | Przypisy             |
| -- | ----------------- | ------------------- | -------------------- | --------------- | --------------------------- | -------------------- |
| 1  | Słowacja          | Wrocław             | 15 listopada 2013    | mecz towarzyski | 0:2                         | [ 2 ] [ 3 ]          |
| 2  | Irlandia          | Poznań              | 19 listopada 2013    | mecz towarzyski | 0:0                         | [ 2 ] [ 4 ]          |
| 3  | Norwegia          | Abu Zabi            | 18 stycznia 2014     | mecz towarzyski | 3:0                         | [ 5 ] [ 6 ] [ 7 ]    |
| 4  | Mołdawia          | Abu Zabi            | 20 stycznia 2014     | mecz towarzyski | 1:0                         | [ 5 ] [ 8 ] [ 9 ]    |
| 5  | Szkocja           | Warszawa            | 5 marca 2014         | mecz towarzyski | 0:1                         | [ 10 ]               |
| 6  | Niemcy            | Hamburg             | 13 maja 2014         | mecz towarzyski | 0:0                         | [ 11 ] [ 12 ] [ 13 ] |
| 7  | Litwa             | Gdańsk              | 6 czerwca 2014       | mecz towarzyski | 2:1                         | [ 14 ] [ 15 ]        |
| 8  | Gibraltar         | Faro                | 7 września 2014      | elim. EURO 2016 | 7:0                         | [ 16 ]               |
| 9  | Niemcy            | Warszawa            | 11 października 2014 | elim. EURO 2016 | 2:0                         | [ 17 ]               |
| 10 | Szkocja           | Warszawa            | 14 października 2014 | elim. EURO 2016 | 2:2                         | [ 18 ]               |
| 11 | Gruzja            | Tbilisi             | 14 listopada 2014    | elim. EURO 2016 | 4:0                         | [ 19 ]               |
| 12 | Szwajcaria        | Wrocław             | 18 listopada 2014    | mecz towarzyski | 2:2                         | [ 20 ]               |
| 13 | Irlandia          | Dublin              | 29 marca 2015        | elim. EURO 2016 | 1:1                         | [ 21 ]               |
| 14 | Gruzja            | Warszawa            | 13 czerwca 2015      | elim. EURO 2016 | 4:0                         | [ 22 ]               |
| 15 | Grecja            | Gdańsk              | 16 czerwca 2015      | mecz towarzyski | 0:0                         | [ 23 ] [ 24 ]        |
| 16 | Niemcy            | Frankfurt nad Menem | 4 września 2015      | elim. EURO 2016 | 1:3                         | [ 25 ]               |
| 17 | Gibraltar         | Warszawa            | 7 września 2015      | elim. EURO 2016 | 8:1                         | [ 26 ]               |
| 18 | Szkocja           | Glasgow             | 8 października 2015  | elim. EURO 2016 | 2:2                         | [ 27 ]               |
| 19 | Irlandia          | Warszawa            | 11 października 2015 | elim. EURO 2016 | 2:1                         | [ 28 ]               |
| 20 | Islandia          | Warszawa            | 13 listopada 2015    | mecz towarzyski | 4:2                         | [ 29 ] [ 30 ]        |
| 21 | Czechy            | Wrocław             | 17 listopada 2015    | mecz towarzyski | 3:1                         | [ 31 ]               |
| 22 | Serbia            | Poznań              | 23 marca 2016        | mecz towarzyski | 1:0                         | [ 32 ]               |
| 23 | Finlandia         | Wrocław             | 26 marca 2016        | mecz towarzyski | 5:0                         | [ 33 ]               |
| 24 | Holandia          | Gdańsk              | 1 czerwca 2016       | mecz towarzyski | 1:2                         | [ 34 ]               |
| 25 | Litwa             | Kraków              | 6 czerwca 2016       | mecz towarzyski | 0:0                         | [ 35 ]               |
| 26 | Irlandia Północna | Nicea               | 12 czerwca 2016      | EURO 2016       | 1:0                         | [ 36 ]               |
| 27 | Niemcy            | Saint-Denis         | 16 czerwca 2016      | EURO 2016       | 0:0                         | [ 37 ]               |
| 28 | Ukraina           | Marsylia            | 21 czerwca 2016      | EURO 2016       | 1:0                         | [ 38 ]               |
| 29 | Szwajcaria        | Saint-Étienne       | 25 czerwca 2016      | EURO 2016       | 1:1 (k. 5:4)                | [ 39 ]               |
| 30 | Portugalia        | Marsylia            | 30 czerwca 2016      | EURO 2016       | 1:1 (k. 3:5)                | [ 40 ]               |
| 31 | Kazachstan        | Astana              | 4 września 2016      | elim. MŚ 2018   | 2:2                         | [ 41 ]               |
| 32 | Dania             | Warszawa            | 8 października 2016  | elim. MŚ 2018   | 3:2                         | [ 42 ]               |
| 33 | Armenia           | Warszawa            | 11 października 2016 | elim. MŚ 2018   | 2:1                         | [ 43 ]               |
| 34 | Rumunia           | Bukareszt           | 11 listopada 2016    | elim. MŚ 2018   | 3:0                         | [ 44 ]               |
| 35 | Słowenia          | Wrocław             | 14 listopada 2016    | mecz towarzyski | 1:1                         | [ 45 ]               |
| 36 | Czarnogóra        | Podgorica           | 26 marca 2017        | elim. MŚ 2018   | 2:1                         | [ 46 ]               |
| 37 | Rumunia           | Warszawa            | 10 czerwca 2017      | elim. MŚ 2018   | 3:1                         | [ 47 ]               |
| 38 | Dania             | Kopenhaga           | 1 września 2017      | elim. MŚ 2018   | 0:4                         | [ 48 ]               |
| 39 | Kazachstan        | Warszawa            | 4 września 2017      | elim. MŚ 2018   | 3:0                         | [ 49 ]               |
| 40 | Armenia           | Erywań              | 5 października 2017  | elim. MŚ 2018   | 6:1                         | [ 50 ]               |
| 41 | Czarnogóra        | Warszawa            | 8 października 2017  | elim. MŚ 2018   | 4:2                         | [ 51 ]               |
| 42 | Urugwaj           | Warszawa            | 10 listopada 2017    | mecz towarzyski | 0:0                         | [ 52 ]               |
| 43 | Meksyk            | Gdańsk              | 13 listopada 2017    | mecz towarzyski | 0:1                         | [ 53 ]               |
| 44 | Nigeria           | Wrocław             | 23 marca 2018        | mecz towarzyski | 0:1                         | [ 54 ]               |
| 45 | Korea Południowa  | Chorzów             | 27 marca 2018        | mecz towarzyski | 3:2                         | [ 55 ]               |
| 46 | Chile             | Poznań              | 8 czerwca 2018       | mecz towarzyski | 2:2                         | [ 56 ]               |
| 47 | Litwa             | Warszawa            | 12 czerwca 2018      | mecz towarzyski | 4:0                         | [ 57 ]               |
| 48 | Senegal           | Moskwa              | 19 czerwca 2018      | MŚ 2018         | 1:2                         | [ 58 ]               |
| 49 | Kolumbia          | Kazań               | 24 czerwca 2018      | MŚ 2018         | 0:3                         | [ 59 ]               |
| 50 | Japonia           | Wołgograd           | 28 czerwca 2018      | MŚ 2018         | 1:0                         | [ 60 ]               |

## Bilans
|                 | zwycięstwa | remisy | porażki |
| ogółem          | 26         | 15     | 9       |
| dom             | 16         | 8      | 5       |
| wyjazd          | 5          | 4      | 2       |
| neutralny teren | 5          | 3      | 2       |

|                 | strzelone | stracone |
| ogółem          | 99        | 49       |
| dom             | 61        | 28       |
| wyjazd          | 28        | 14       |
| neutralny teren | 10        | 7        |

|                 | strzelone | stracone |
| ogółem          | 1,98      | 0,98     |
| dom             | 2,10      | 0,97     |
| wyjazd          | 2,55      | 1,27     |
| neutralny teren | 1,00      | 0,70     |

|      | zwycięstwa | remisy | porażki |
| 2013 | 0          | 1      | 1       |
| 2014 | 6          | 3      | 1       |
| 2015 | 5          | 3      | 1       |
| 2016 | 7          | 6      | 1       |
| 2017 | 5          | 1      | 2       |
| 2018 | 3          | 1      | 3       |

|      | strzelone | stracone |
| 2013 | 0         | 2        |
| 2014 | 23        | 6        |
| 2015 | 25        | 11       |
| 2016 | 22        | 10       |
| 2017 | 18        | 10       |
| 2018 | 11        | 10       |

## Rekordy
- Najwyższe zwycięstwo: dwukrotnie z Gibraltarem 7:0 (07.09.2014, Faro) i 8:1 (07.09.2015, Warszawa)
- Najwyższa porażka: z Danią 0:4 (01.09.2017, Kopenhaga)
- Najdłuższa seria zwycięstw: 5 (Irlandia, Islandia, Czechy, Serbia, Finlandia)
- Najdłuższa seria bez porażki: 13 (Litwa, Irlandia Północna, Niemcy, Ukraina, Szwajcaria, Portugalia, Kazachstan, Dania, Armenia, Rumunia, Słowenia, Czarnogóra, Rumunia)
- Najdłuższa seria spotkań bez straty gola: 4 (Litwa, Irlandia Północna, Niemcy, Ukraina)
- Najszybciej strzelony gol: Robert Lewandowski z Portugalią – 2 min.
- Najszybciej stracony gol: Josip Drmić ze Szwajcarią – 4 min.
- Najlepszy strzelec: Robert Lewandowski – 37 bramek

## Strzelcy
| Lp. | Piłkarz              | Gole     |
| --- | -------------------- | -------- |
| 1.  | Robert Lewandowski   | 37       |
| 2.  | Kamil Grosicki       | 12       |
| 3.  | Arkadiusz Milik      | 11       |
| 4.  | Jakub Błaszczykowski | 6        |
| 5.  | Bartosz Kapustka     | 3        |
| 5.  | Grzegorz Krychowiak  | 3        |
| 7.  | Kamil Glik           | 2        |
| 7.  | Artur Jędrzejczyk    | 2        |
| 7.  | Krzysztof Mączyński  | 2        |
| 7.  | Sebastian Mila       | 2        |
| 7.  | Paweł Wszołek        | 2        |
| 7.  | Piotr Zieliński      | 2        |
| 13. | Jan Bednarek         | 1        |
| 13. | Paweł Brożek         | 1        |
| 13. | Tomasz Brzyski       | 1        |
| 13. | Tomasz Jodłowiec     | 1        |
| 13. | Dawid Kownacki       | 1        |
| 13. | Michał Kucharczyk    | 1        |
| 13. | Karol Linetty        | 1        |
| 13. | Sławomir Peszko      | 1        |
| 13. | Łukasz Piszczek      | 1        |
| 13. | Filip Starzyński     | 1        |
| 13. | Łukasz Szukała       | 1        |
| 13. | Łukasz Teodorczyk    | 1        |
| 13. | Rafał Wolski         | 1        |
| 13. | Hrajr Mkojan         | 1 (sam.) |
| 13. | Filip Stojković      | 1 (sam.) |

## Występy piłkarzy w kadrze za kadencji Adama Nawałki
| Lp.        | Piłkarz               | Data urodzenia       | Występy   | Bramki    | Kartki żółte/czerwone | Ogólna liczba meczów w kadrze (bramki) |
| Bramkarze  | Bramkarze             | Bramkarze            | Bramkarze | Bramkarze | Bramkarze             | Bramkarze                              |
| ---------- | --------------------- | -------------------- | --------- | --------- | --------------------- | -------------------------------------- |
| 1.         | Bartosz Białkowski    | 6 lipca 1987         | 1         | 0         | 0                     | 1                                      |
| 2.         | Artur Boruc           | 20 lutego 1980       | 10        | 0         | 0                     | 65                                     |
| 3.         | Łukasz Fabiański      | 18 kwietnia 1985     | 25        | 0         | 0                     | 46                                     |
| 4.         | Radosław Janukiewicz٭ | 5 maja 1984          | 0         | 0         | 0                     | 0                                      |
| 5.         | Wojciech Kaczmarek٭   | 29 marca 1983        | 0         | 0         | 0                     | 0                                      |
| 6.         | Rafał Leszczyński     | 26 kwietnia 1992     | 1         | 0         | 0                     | 1                                      |
| 7.         | Michał Miśkiewicz     | 20 stycznia 1989     | 1         | 0         | 0                     | 1                                      |
| 8.         | Łukasz Skorupski      | 5 maja 1991          | 1         | 0         | 0                     | 2                                      |
| 9.         | Wojciech Szczęsny     | 18 kwietnia 1990     | 22        | 0         | 0                     | 37                                     |
| 10.        | Dariusz Trela٭        | 4 grudnia 1989       | 0         | 0         | 0                     | 0                                      |
| 11.        | Przemysław Tytoń      | 4 stycznia 1987      | 1         | 0         | 0                     | 14                                     |
| Obrońcy    |                       |                      |           |           |                       |                                        |
| 1.         | Jan Bednarek          | 12 kwietnia 1996     | 6         | 1         | 1/0                   | 6 (1)                                  |
| 2.         | Bartosz Bereszyński   | 12 czerwca 1992      | 10        | 0         | 0                     | 11                                     |
| 3.         | Sebastian Boenisch٭   | 1 lutego 1987        | 0         | 0         | 0                     | 14                                     |
| 4.         | Łukasz Broź           | 17 grudnia 1985      | 1         | 0         | 1/0                   | 3                                      |
| 5.         | Tomasz Brzyski        | 10 stycznia 1982     | 5         | 1         | 0                     | 7 (1)                                  |
| 6.         | Piotr Celeban         | 25 czerwca 1984      | 1         | 0         | 0                     | 10                                     |
| 7.         | Thiago Rangel Cionek  | 21 kwietnia 1986     | 20        | 0         | 2/0                   | 20                                     |
| 8.         | Kamil Glik            | 3 lutego 1988        | 38        | 2         | 7/0                   | 60 (4)                                 |
| 9.         | Wojciech Golla        | 12 stycznia 1992     | 1         | 0         | 0                     | 1                                      |
| 10.        | Jarosław Jach         | 17 lutego 1994       | 2         | 0         | 0                     | 2                                      |
| 11.        | Rafał Janicki٭        | 5 lipca 1992         | 0         | 0         | 0                     | 0                                      |
| 12.        | Paweł Jaroszyński٭    | 2 października 1994  | 0         | 0         | 0                     | 0                                      |
| 13.        | Artur Jędrzejczyk     | 4 listopada 1987     | 27        | 2         | 3/0                   | 37 (3)                                 |
| 14.        | Tomasz Jodłowiec      | 8 września 1985      | 22        | 1         | 2/0                   | 49 (1)                                 |
| 15.        | Marcin Kamiński       | 15 stycznia 1992     | 2         | 0         | 0                     | 5                                      |
| 16.        | Tomasz Kędziora       | 11 czerwca 1994      | 3         | 0         | 0                     | 3                                      |
| 17.        | Adam Kokoszka         | 6 października 1986  | 1         | 0         | 0                     | 11                                     |
| 18.        | Marcin Komorowski     | 17 kwietnia 1984     | 3         | 0         | 0                     | 13 (1)                                 |
| 19.        | Rafał Kosznik         | 17 grudnia 1983      | 1         | 0         | 0                     | 1                                      |
| 20.        | Marcin Kowalczyk      | 9 kwietnia 1985      | 1         | 0         | 0                     | 8                                      |
| 21.        | Igor Lewczuk          | 30 maja 1985         | 2         | 0         | 0                     | 2                                      |
| 22.        | Adam Marciniak        | 28 września 1988     | 2         | 0         | 0                     | 2                                      |
| 23.        | Michał Pazdan         | 21 września 1987     | 30        | 0         | 4/0                   | 35                                     |
| 24.        | Łukasz Piszczek       | 3 czerwca 1985       | 31        | 1         | 3/0                   | 65 (3)                                 |
| 25.        | Jakub Rzeźniczak      | 26 października 1986 | 1         | 0         | 0                     | 9                                      |
| 26.        | Maciej Sadlok٭        | 29 czerwca 1989      | 0         | 0         | 0                     | 15 (0)                                 |
| 27.        | Bartosz Salamon       | 1 maja 1991          | 4         | 0         | 0                     | 9 (0)                                  |
| 28.        | Łukasz Szukała        | 26 maja 1984         | 14        | 1         | 2/0                   | 17 (1)                                 |
| 29.        | Jakub Wawrzyniak      | 7 czerwca 1983       | 11        | 0         | 0                     | 49 (1)                                 |
| 30.        | Maciej Wilusz         | 25 września 1988     | 4         | 0         | 0                     | 4                                      |
| 31.        | Grzegorz Wojtkowiak   | 26 stycznia 1984     | 1         | 0         | 0                     | 23                                     |
| Pomocnicy  |                       |                      |           |           |                       |                                        |
| 1.         | Jakub Błaszczykowski  | 14 grudnia 1985      | 34        | 6         | 1/0                   | 100 (20)                               |
| 2.         | Ariel Borysiuk        | 29 lipca 1991        | 3         | 0         | 0                     | 12                                     |
| 3.         | Piotr Ćwielong        | 23 kwietnia 1986     | 1         | 0         | 0                     | 1                                      |
| 4.         | Paweł Dawidowicz      | 20 maja 1995         | 1         | 0         | 0                     | 1                                      |
| 5.         | Damian Dąbrowski      | 27 sierpnia 1992     | 1         | 0         | 0                     | 1                                      |
| 6.         | Dominik Furman٭       | 6 czerwca 1992       | 0         | 0         | 0                     | 2                                      |
| 7.         | Przemysław Frankowski | 12 kwietnia 1995     | 1         | 0         | 0                     | 1                                      |
| 8.         | Maciej Gajos٭         | 19 marca 1991        | 0         | 0         | 0                     | 0                                      |
| 9.         | Kamil Grosicki        | 8 czerwca 1988       | 38        | 12        | 2/0                   | 60 (12)                                |
| 10.        | Jacek Góralski        | 21 września 1992     | 7         | 0         | 3/0                   | 7                                      |
| 11.        | Bartosz Kapustka      | 23 grudnia 1996      | 14        | 3         | 3/0                   | 14 (3)                                 |
| 12.        | Damian Kądzior*       | 16 czerwca 1992      | 0         | 0         | 0                     | 0                                      |
| 13.        | Mateusz Klich         | 13 czerwca 1990      | 4         | 0         | 1/0                   | 10 (1)                                 |
| 14.        | Dawid Kownacki        | 14 marca 1997        | 4         | 1         | 0                     | 4 (1)                                  |
| 15.        | Grzegorz Krychowiak   | 29 stycznia 1990     | 39        | 3         | 4/0                   | 54 (3)                                 |
| 16.        | Michał Kucharczyk     | 20 marca 1991        | 3         | 1         | 0                     | 9 (1)                                  |
| 17.        | Rafał Kurzawa         | 29 stycznia 1993     | 4         | 0         | 0                     | 4                                      |
| 18.        | Karol Linetty         | 2 lutego 1995        | 20        | 1         | 1/0                   | 21 (1)                                 |
| 19.        | Łukasz Madej          | 14 kwietnia 1982     | 2         | 0         | 0                     | 5                                      |
| 20.        | Maciej Makuszewski    | 29 września 1989     | 5         | 0         | 0                     | 5                                      |
| 21.        | Michał Masłowski      | 19 grudnia 1989      | 3         | 0         | 0                     | 3                                      |
| 22.        | Krzysztof Mączyński   | 23 maja 1987         | 31        | 2         | 2/0                   | 31 (2)                                 |
| 23.        | Adrian Mierzejewski   | 6 listopada 1986     | 1         | 0         | 0                     | 41 (3)                                 |
| 24.        | Sebastian Mila        | 10 lipca 1982        | 8         | 2         | 2/0                   | 38 (8)                                 |
| 25.        | Ludovic Obraniak      | 10 listopada 1984    | 2         | 0         | 0                     | 34 (6)                                 |
| 26.        | Paweł Olkowski        | 29 sierpnia 1990     | 13        | 0         | 0                     | 13                                     |
| 27.        | Szymon Pawłowski      | 4 grudnia 1986       | 2         | 0         | 1/0                   | 17 (2)                                 |
| 28.        | Sławomir Peszko       | 19 lutego 1985       | 17        | 1         | 3/0                   | 44 (2)                                 |
| 29.        | Dawid Plizga          | 17 grudnia 1985      | 1         | 0         | 0                     | 3 (1)                                  |
| 30.        | Eugen Polanski        | 17 marca 1986        | 1         | 0         | 0                     | 19                                     |
| 31.        | Taras Romanczuk       | 14 listopada 1991    | 1         | 0         | 0                     | 1                                      |
| 32.        | Maciej Rybus          | 19 sierpnia 1989     | 27        | 0         | 3/0                   | 53 (2)                                 |
| 33.        | Waldemar Sobota       | 19 maja 1987         | 7         | 0         | 0                     | 17 (4)                                 |
| 34.        | Filip Starzyński      | 27 maja 1991         | 4         | 1         | 0                     | 4 (1)                                  |
| 35.        | Tomasz Hołota٭        | 27 stycznia 1991     | 0         | 0         | 0                     | 0                                      |
| 36.        | Rafał Wolski          | 10 listopada 1992    | 4         | 1         | 0                     | 7 (1)                                  |
| 37.        | Paweł Wszołek         | 30 kwietnia 1992     | 5         | 2         | 0                     | 11 (2)                                 |
| 38.        | Piotr Zieliński       | 20 maja 1994         | 29        | 2         | 2/0                   | 36 (5)                                 |
| 39.        | Michał Żyro           | 20 września 1992     | 4         | 0         | 2/1                   | 4                                      |
| Napastnicy |                       |                      |           |           |                       |                                        |
| 1.         | Paweł Brożek          | 21 kwietnia 1983     | 1         | 1         | 0                     | 38 (9)                                 |
| 2.         | Robert Lewandowski    | 21 sierpnia 1988     | 40        | 37        | 3/0                   | 98 (55)                                |
| 3.         | Arkadiusz Milik       | 28 lutego 1994       | 35        | 11        | 0                     | 41 (12)                                |
| 4.         | Dawid Nowak٭          | 30 listopada 1984    | 0         | 0         | 0                     | 8                                      |
| 5.         | Marcin Robak          | 29 listopada 1982    | 4         | 0         | 0                     | 9 (1)                                  |
| 6.         | Artur Sobiech         | 12 czerwca 1990      | 2         | 0         | 0                     | 13 (2)                                 |
| 7.         | Mariusz Stępiński     | 12 maja 1995         | 3         | 0         | 0                     | 4                                      |
| 8.         | Jakub Świerczok       | 28 grudnia 1992      | 3         | 0         | 0                     | 3                                      |
| 9.         | Łukasz Teodorczyk     | 3 czerwca 1991       | 16        | 1         | 0/1                   | 19 (4)                                 |
| 10.        | Patryk Tuszyński٭     | 13 grudnia 1989      | 0         | 0         | 0                     | 0                                      |
| 11.        | Kamil Wilczek         | 14 stycznia 1988     | 3         | 0         | 0                     | 3                                      |
| 12.        | Mateusz Zachara       | 17 marca 1990        | 2         | 0         | 0                     | 2                                      |

٭ – piłkarze powołani przynajmniej na jedno zgrupowanie, którzy nie rozegrali żadnego meczu

## Szczegóły
| 15 listopada 2013 20:45 CET | Polska | 0:2(0:2) | Słowacja · 31' Juraj Kucka · 39' Róbert Mak · 20' Martin Škrtel · 34' Marek Hamšík · 71' Peter Pekarík | Wrocław, Stadion Miejski Widzów: 40 605 Sędzia: Marco Borg (Malta) |
|                             |        |          | |                                                                    |

Polska: Artur Boruc – Paweł Olkowski, Artur Jędrzejczyk, Marcin Kamiński, Rafał Kosznik (87. Adam Marciniak) – Jakub Błaszczykowski, Grzegorz Krychowiak (87. Michał Pazdan), Tomasz Jodłowiec (76. Krzysztof Mączyński), Adrian Mierzejewski (67. Tomasz Brzyski), Waldemar Sobota (75. Marcin Robak) – Robert Lewandowski.

Słowacja: Matúš Kozáčik – Peter Pekarík, Martin Škrtel, Ján Ďurica, Tomáš Hubočan – Róbert Mak (63. Michal Ďuriš), Juraj Kucka (90. Kornel Saláta), Viktor Pečovský (90. Stanislav Šesták), Marek Hamšík (85. Marián Čišovský), Miroslav Stoch (75. Dušan Švento) – Adam Nemec (63. Marek Bakoš).
| 19 listopada 2013 20:45 CET | Polska · Michał Pazdan 65' | 0:0(0:0) | Irlandia · 36' John O’Shea | Poznań, Stadion Miejski Widzów: 31 094 Sędzia: Richard Trutz (Słowacja) |
|                             |                            |          |                            |                                                                         |

Polska: Wojciech Szczęsny – Piotr Celeban, Łukasz Szukała, Marcin Kowalczyk, Adam Marciniak – Jakub Błaszczykowski (89. Marcin Robak), Michał Pazdan, Krzysztof Mączyński (59. Tomasz Jodłowiec), Waldemar Sobota (81. Tomasz Brzyski), Piotr Ćwielong (81. Paweł Olkowski), – Robert Lewandowski (59. Łukasz Teodorczyk).

Irlandia: David Forde – Stephen Kelly, Sean St Ledger (32. John O’Shea), Marc Wilson (76. Glenn Whelan), Stephen Ward, Jon Walters, James McCarthy (62. Alex Pearce), Paul Green, Aiden McGeady (63. James McClean), Anthony Stokes (68. Kevin Doyle), Shane Long (73. Wes Hoolahan).
| 18 stycznia 2014 15:00 CET | Polska · Tomasz Brzyski 21' · Michał Kucharczyk 47' · Karol Linetty 56' · Łukasz Teodorczyk 63' · Szymon Pawłowski 82' | 3:0(1:0) | Norwegia | Abu Zabi, Malab Muhammad ibn Zajid Widzów: 250 Sędzia: Rami Al-Kaabi (Bahrajn) |
|                            | |          |          |                                                                                |

Polska: Rafał Leszczyński – Bartosz Bereszyński (73. Paweł Olkowski), Jakub Rzeźniczak, Maciej Wilusz, Jakub Wawrzyniak (90. Igor Lewczuk) – Michał Kucharczyk (73. Łukasz Madej), Tomasz Jodłowiec, Karol Linetty (73. Michał Pazdan), Tomasz Brzyski (78. Szymon Pawłowski), Michał Masłowski (73. Mateusz Zachara) – Łukasz Teodorczyk.

Norwegia: Kenneth Høie (46. Sten Grytebust) – Espen Ruud, Tore Reginiussen (46. Even Hovland), Stefan Strandberg, Ruben Kristiansen (75. Martin Linnes) – Yann-Erik de Lanlay (46. Harmeet Singh), Abdisalam Ibrahim, Thomas Kind Bendiksen, Morten Gamst Pedersen – Erik Huseklepp (33. Mohamed Elyounoussi), Ola Kamara (46. Mushaga Bakenga)
| 20 stycznia 2014 17:15 CET | Polska · Paweł Brożek 10' | 1:0(1:0) | Mołdawia · 75' Veaceslav Posmac | Abu Zabi, Malab Muhammad ibn Zajid Widzów: 200 Sędzia: Saleh Al Hethlol (Arabia Saudyjska) |
|                            |                           |          |                                 |                                                                                            |

Polska: Michał Miśkiewicz – Igor Lewczuk (81. Jakub Wawrzyniak), Wojciech Golla (68. Maciej Wilusz), Adam Kokoszka, Paweł Olkowski – Szymon Pawłowski (63. Karol Linetty), Michał Pazdan, Dawid Plizga (68. Tomasz Jodłowiec), Łukasz Madej (89. Tomasz Brzyski) – Mateusz Zachara, Paweł Brożek (68. Michał Masłowski).

Mołdawia: Ilie Cebanu – Veaceslav Posmac, Petru Racu, Ștefan Burghiu, Victor Golovatenco – Alexandru Antoniuc (51. Alexandru Suvorov), Eugeniu Cebotaru, Artur Pătraș (64. Serghei Gheorghiev), Vladislav Ivanov (55. Viorel Frunză), Alexandru Dedov (52. Radu Gînsari) – Eugeniu Sidorenco.
| 5 marca 2014 20:45 CET | Polska · Sławomir Peszko 41' | 0:1(0:0) | Szkocja · 77' Scott Brown · 41' Scott Brown · 58' Alan Hutton · 86' Steven Naismith | Warszawa, Stadion Narodowy Widzów: 41 652 Sędzia: Alain Bieri (Szwajcaria) |
|                        |                              |          |                                                                                     |                                                                            |

Polska: Wojciech Szczęsny – Łukasz Piszczek, Łukasz Szukała, Kamil Glik, Tomasz Brzyski (90. Marcin Komorowski) – Waldemar Sobota (89. Michał Masłowski), Grzegorz Krychowiak (89. Tomasz Jodłowiec), Mateusz Klich (82. Łukasz Teodorczyk), Ludovic Obraniak (74. Marcin Robak), Sławomir Peszko (74. Eugen Polanski) – Arkadiusz Milik.

Szkocja: David Marshall – Alan Hutton (67. Phil Bardsley), Russell Martin, Gordon Greer, Charlie Mulgrew – Ikechi Anya (90. Chris Burke), Barry Bannan (66. Andrew Robertson), Scott Brown, James Morrison (46. Darren Fletcher), Ross McCormack (77. Charlie Adam) – Steven Fletcher (46. Steven Naismith).
| 13 maja 2014 20:45 CEST | Niemcy | 0:0(0:0) | Polska | Hamburg, Imtech Arena Widzów: 37 569 Sędzia: David Fernández Borbalán (Hiszpania) |
|                         |        |          |        |                                                                                   |

Niemcy: Ron-Robert Zieler (46. Marc-André ter Stegen) – Antonio Rüdiger (46. Benedikt Höwedes), Shkodran Mustafi, Matthias Ginter, Oliver Sorg (82. Christian Günter) – Leon Goretzka (46. André Hahn), Sebastian Rudy, Christoph Kramer, Max Meyer (76. Maximilian Arnold), Julian Draxler – Kevin Volland (71. Sebastian Jung).

Polska: Artur Boruc – Paweł Olkowski, Thiago Rangel Cionek (76. Maciej Wilusz), Łukasz Szukała, Jakub Wawrzyniak – Sławomir Peszko (53. Michał Żyro), Grzegorz Krychowiak, Mateusz Klich (81. Paweł Wszołek), Ludovic Obraniak (53. Karol Linetty), Maciej Rybus (90. Rafał Wolski) – Marcin Robak (53. Arkadiusz Milik).
| 6 czerwca 2014 17:30 CEST | Polska · Arkadiusz Milik 59' · Robert Lewandowski 79' (k) | 2:1(0:1) | Litwa · 44' Lukas Spalvis · 58' Lukas Spalvis · 64' Karolis Chvedukas · 79' Giedrius Arlauskis | Gdańsk, PGE Arena Gdańsk Widzów: 33 074 Sędzia: Minoru Tōjō (Japonia) |
|                           |                                                           |          |                                                                                                |                                                                       |

Polska: Artur Boruc (46. Wojciech Szczęsny) – Łukasz Piszczek (77. Michał Żyro), Kamil Glik, Maciej Wilusz, Grzegorz Wojtkowiak – Kamil Grosicki (72. Paweł Olkowski), Grzegorz Krychowiak (71. Krzysztof Mączyński), Mateusz Klich (71. Karol Linetty), Maciej Rybus (71. Waldemar Sobota) – Arkadiusz Milik, Robert Lewandowski.

Litwa: Giedrius Arlauskis – Egidijus Vaitkūnas, Tadas Kijanskas, Georgas Freidgeimas, Aurimas Vilkaitis, Fedor Černych (85. Ramūnas Radavičius), Artūras Žulpa, Gediminas Vičius (68. Mantas Kuklys), Saulius Mikoliūnas (55. Vytautas Lukša), Karolis Chvedukas (89. Simonas Stankevičius), Lukas Spalvis (83. Ričardas Beniušis).
| 7 września 2014 20:45 CEST | Gibraltar · David Artell 68' | 0:7(0:1) | Polska · 11', 48' Kamil Grosicki · 50', 53', 86', 90+2' Robert Lewandowski · 58' Łukasz Szukała · 17' Mateusz Klich · 41' Kamil Glik | Faro–Loulé, Estádio Algarve Widzów: 1620 Sędzia: Stefan Johannesson (Szwecja) |
|                            |                              |          | |                                                                               |

Gibraltar: Jordan Perez – Scott Wiseman, Roy Chipolina, David Artell (88. Aaron Payas), Joseph Chipolina – Rafa Bado (46. Jake Gosling), Ryan Casciaro, Liam Walker, Brian Perez, Lee Casciaro – Kyle Casciaro (63. Adam Priestley).

Polska: Wojciech Szczęsny – Paweł Olkowski, Kamil Glik, Łukasz Szukała, Jakub Wawrzyniak – Kamil Grosicki (78. Filip Starzyński), Grzegorz Krychowiak, Mateusz Klich (71. Krzysztof Mączyński), Maciej Rybus – Arkadiusz Milik (71. Waldemar Sobota), Robert Lewandowski.
| 11 października 2014 20:45 CET | Polska · Arkadiusz Milik 51' · Sebastian Mila 88' · Łukasz Szukała 20' · Robert Lewandowski 56' · Łukasz Piszczek 90+3' | 2:0(0:0) | Niemcy · 24' Jérôme Boateng · 86' Karim Bellarabi | Warszawa, Stadion Narodowy Widzów: 56 934 Sędzia: Pedro Proença (Portugalia) |
|                                | |          |                                                   |                                                                              |

Polska: Wojciech Szczęsny – Łukasz Piszczek, Łukasz Szukała, Kamil Glik, Jakub Wawrzyniak (84. Artur Jędrzejczyk) – Kamil Grosicki (71. Waldemar Sobota), Grzegorz Krychowiak, Tomasz Jodłowiec, Maciej Rybus – Arkadiusz Milik (77. Sebastian Mila), Robert Lewandowski.

Niemcy: Manuel Neuer – Antonio Rüdiger (83. Max Kruse), Mats Hummels, Jérôme Boateng, Erik Durm – Karim Bellarabi, Christoph Kramer (71. Julian Draxler), Toni Kroos, Mario Götze, André Schürrle (77. Lukas Podolski) – Thomas Müller.
| 14 października 2014 20:45 CET | Polska · Krzysztof Mączyński 11' · Arkadiusz Milik 76' · Grzegorz Krychowiak 60' · Sebastian Mila 83' | 2:2(1:1) | Szkocja · 18' Shaun Maloney · 57' Steven Naismith · 85' Gordon Greer | Warszawa, Stadion Narodowy Widzów: 55 197 Sędzia: Alberto Undiano Mallenco (Hiszpania) |
|                                | |          |                                                                      |                                                                                        |

Polska: Wojciech Szczęsny – Łukasz Piszczek, Łukasz Szukała, Kamil Glik, Artur Jędrzejczyk – Kamil Grosicki (89. Michał Żyro), Grzegorz Krychowiak, Krzysztof Mączyński, Arkadiusz Milik, Waldemar Sobota (62. Sebastian Mila) – Robert Lewandowski.

Szkocja: David Marshall – Alan Hutton, Russell Martin, Gordon Greer, Steven Whittaker, Scott Brown, James Morrison, Shaun Maloney, Steven Naismith (71. Darren Fletcher), Ikechi Anya, Steven Fletcher (71. Chris Martin).
| 14 listopada 2014 18:00 CET | Gruzja · Dżaba Kankawa 52' · Ucza Lobżanidze 56' | 0:4(0:0) | Polska · 51' Kamil Glik · 71' Grzegorz Krychowiak · 73' Sebastian Mila · 90+2' Arkadiusz Milik · 79' Kamil Glik · 83' Tomasz Jodłowiec · 90+1' Karol Linetty | Tbilisi, Stadion Borysa Paiczadze Widzów: 22 500 Sędzia: Paolo Tagliavento (Włochy) |
|                             |                                                  |          | |                                                                                     |

Gruzja: Giorgi Loria – Ucza Lobżanidze, Saba Kwirkwelia, Akaki Chubutia, Gia Grigalawa – Dżano Ananidze (59. Tornike Okriaszwili), Murtaz Dauszwili, Guram Kaszia, Dżaba Kankawa, Sandro Kobachidze (88. Nika Dzalamidze) – Lewan Mczedlidze (68. Giorgi Czanturia).

Polska: Wojciech Szczęsny – Łukasz Piszczek, Łukasz Szukała, Kamil Glik, Artur Jędrzejczyk – Kamil Grosicki (69. Maciej Rybus), Grzegorz Krychowiak, Krzysztof Mączyński (66. Tomasz Jodłowiec), Sebastian Mila (86. Karol Linetty), Arkadiusz Milik – Robert Lewandowski.
| 18 listopada 2014 20:45 CET | Polska · Artur Jędrzejczyk 45+1' · Arkadiusz Milik 61' · Tomasz Jodłowiec 36' · Michał Żyro 65', 83' · Sebastian Mila 66' · Łukasz Broź 71' | 2:2(1:1) | Szwajcaria · 4' Josip Drmić · 87' Fabian Frei · 59' Roman Bürki · 83' Marco Schönbächler | Wrocław, Stadion Miejski Widzów: 40 133 Sędzia: Kristinn Jakobsson (Islandia) |
|                             | |          |                                                                                          |                                                                               |

Polska: Artur Boruc (46. Łukasz Fabiański) – Paweł Olkowski, Thiago Cionek, Kamil Glik, Artur Jędrzejczyk (52. Łukasz Broź) – Michał Kucharczyk (53. Michał Żyro), Grzegorz Krychowiak (68. Łukasz Teodorczyk), Tomasz Jodłowiec, Piotr Zieliński (46. Arkadiusz Milik), Maciej Rybus – Robert Lewandowski (63. Sebastian Mila).

Szwajcaria: Roman Bürki – Michael Lang, Fabian Schär, Steve von Bergen, François Moubandje – Gelson Fernandes (62. Fabian Frei), Gökhan İnler (46. Valon Behrami), Pajtim Kasami (68. Haris Seferović), Xherdan Shaqiri, Valentin Stocker (62. Admir Mehmedi) – Josip Drmić (77. Marco Schönbächler).
| 29 marca 2015 20:45 CEST | Irlandia · Shane Long 90+1' · Wes Hoolahan 25' · John O’Shea 32' · Séamus Coleman 45' · Marc Wilson 71' · James McCarthy 86' | 1:1(0:1) | Polska · 26' Sławomir Peszko · 50' Kamil Glik · 60' Łukasz Szukała · 86' Sławomir Peszko | Dublin, Aviva Stadium Widzów: 50 500 Sędzia: Jonas Eriksson (Szwecja) |
|                          | |          |                                                                                          |                                                                       |

Irlandia: Shay Given – Séamus Coleman, John O’Shea, Marc Wilson, Robbie Brady – Wes Hoolahan, Glenn Whelan (83. Shane Long) James McCarthy, Aiden McGeady (68. James McClean) – Robbie Keane, Jon Walters.

Polska: Łukasz Fabiański – Paweł Olkowski, Kamil Glik, Łukasz Szukała, Jakub Wawrzyniak – Sławomir Peszko (87. Michał Kucharczyk), Tomasz Jodłowiec, Grzegorz Krychowiak, Arkadiusz Milik (84. Sebastian Mila), Maciej Rybus – Robert Lewandowski.
| 13 czerwca 2015 18:00 CEST | Polska · Arkadiusz Milik 62' · Robert Lewandowski 89', 90+2', 90+3' | 4:0(0:0) | Gruzja | Warszawa, Stadion Narodowy Widzów: 56 512 Sędzia: Aleksiej Kulbakow (Białoruś) |
|                            |                                                                     |          |        |                                                                                |

Polska: Łukasz Fabiański – Łukasz Piszczek, Łukasz Szukała, Michał Pazdan (90. Marcin Komorowski), Maciej Rybus – Kamil Grosicki (80. Tomasz Jodłowiec), Grzegorz Krychowiak, Krzysztof Mączyński, Arkadiusz Milik, Sławomir Peszko (64. Jakub Błaszczykowski) – Robert Lewandowski.

Gruzja: Giorgi Loria – Ucza Lobżanidze, Guram Kaszia, Aleksandre Amisulaszwili, Lasza Dwali, Giorgi Nawalowski – Tornike Okriaszwili (46. Murtaz Dauszwili), Dżano Ananidze, Sandro Kobachidze (76. Bachana Cchadadze), Waleri Kazaiszwili – Mate Wacadze (63. Giogri Czanturia).
| 16 czerwca 2015 20:45 CEST | Polska | 0:0(0:0) | Grecja · 89' Kostas Stafilidis | Gdańsk, PGE Arena Widzów: 37 192 Sędzia: Alain Bieri (Szwajcaria) – od 30' Marcin Borski (Polska) |
|                            |        |          |                                |                                                                                                   |

Polska: Artur Boruc (46. Wojciech Szczęsny) – Thiago Cionek, Kamil Glik, Michał Pazdan, Marcin Komorowski – Jakub Błaszczykowski (60. Sławomir Peszko), Ariel Borysiuk (86. Łukasz Szukała), Karol Linetty (60. Krzysztof Mączyński), Piotr Zieliński (60. Sebastian Mila), Kamil Grosicki – Arkadiusz Milik (78. Maciej Rybus).

Grecja: Stefanos Kapino (90. Márkos Vellídis) – Lukas Windra, Wangelis Moras, Sokratis Papastatopulos (46. Efstatios Tawlaridis), Kostas Stafilidis – Taxiárchis Foúntas (77. Dimítris Kolovós), Aleksandros Dziolis, Panajotis Tachtsidis, Kóstas Katsouránis (90. Andreas Samaris), Sotiris Ninis (71. Janis Fetfadzidis) – Nikolaos Karelis (60. Konstandinos Mitroglu).
| 4 września 2015 20:45 CEST | Niemcy · Thomas Müller 12' · Mario Götze 19', 82' · Toni Kroos 61' · Bastian Schweinsteiger 79' | 3:1(2:1) | Polska · 36' Robert Lewandowski · 8' Maciej Rybus · 66' Kamil Grosicki | Frankfurt nad Menem, Commerzbank-Arena Widzów: 48 500 Sędzia: Nicola Rizzoli (Włochy) |
|                            |                                                                                                 |          |                                                                        |                                                                                       |

Niemcy: Manuel Neuer – Emre Can, Jérôme Boateng, Mats Hummels, Jonas Hector – Thomas Müller, Bastian Schweinsteiger, Toni Kroos, Mesut Özil, Karim Bellarabi (53. İlkay Gündoğan) – Mario Götze (90. Lukas Podolski).

Polska: Łukasz Fabiański – Łukasz Piszczek (43. Paweł Olkowski), Kamil Glik, Łukasz Szukała, Maciej Rybus – Kamil Grosicki (83. Sławomir Peszko), Krzysztof Mączyński (63. Jakub Błaszczykowski), Tomasz Jodłowiec, Grzegorz Krychowiak, Arkadiusz Milik – Robert Lewandowski.
| 7 września 2015 20:45 CEST | Polska · Kamil Grosicki 8', 15' · Robert Lewandowski 18', 29' · Arkadiusz Milik 56', 72' · Jakub Błaszczykowski 59' (k) · Bartosz Kapustka 73' | 8:1(4:0) | Gibraltar · 87' Jake Gosling | Warszawa, Stadion Narodowy Widzów: 27 763 Sędzia: Gediminas Mažeika (Litwa) |
|                            | |          |                              |                                                                             |

Polska: Łukasz Fabiański – Paweł Olkowski (87. Sebastian Mila), Łukasz Szukała, Kamil Glik, Maciej Rybus – Jakub Błaszczykowski (62. Bartosz Kapustka), Krzysztof Mączyński, Grzegorz Krychowiak, Kamil Grosicki – Robert Lewandowski (66. Piotr Zieliński), Arkadiusz Milik.

Gibraltar: Jordan Perez – Jean-Carlos Garcia, Erin Barnett, Roy Chipolina, Joseph Chipolina – Lee Casciaro (79. Jeremy Lopez), Anthony Bardon, Jamie Coombes (46. Kyle Casciaro), Liam Walker, John-Paul Duarte (68. Jamie Bosio) – Jake Gosling.
| 8 października 2015 20:45 CEST | Szkocja · Matt Ritchie 45' · Steven Fletcher 62' · Scott Brown 56' · Alan Hutton 67' | 2:2(1:1) | Polska · 3', 90+4' Robert Lewandowski · 22' Maciej Rybus · 83' Grzegorz Krychowiak | Glasgow, Hampden Park Widzów: 49 359 Sędzia: Viktor Kassai (Węgry) |
|                                |                                                                                      |          |                                                                                    |                                                                    |

Szkocja: David Marshall – Alan Hutton, Russell Martin, Grant Hanley, Steven Whittaker – James Forrest (84. Graham Dorrans), Darren Fletcher (74. James McArthur), Scott Brown, Steven Naismith (69. Shaun Maloney), Matt Ritchie – Steven Fletcher.

Polska: Łukasz Fabiański – Łukasz Piszczek, Michał Pazdan, Kamil Glik, Maciej Rybus (71. Jakub Wawrzyniak) – Jakub Błaszczykowski (83. Paweł Olkowski), Grzegorz Krychowiak, Krzysztof Mączyński, Arkadiusz Milik (62. Tomasz Jodłowiec), Kamil Grosicki – Robert Lewandowski.
| 11 października 2015 20:45 CEST | Polska · Grzegorz Krychowiak 13' · Robert Lewandowski 42' · Kamil Glik 74' · Sławomir Peszko 87' | 2:1(2:1) | Irlandia · 16' (k) Jon Walters · 16', 90+2' John O’Shea · 45+1' Glenn Whelan · 90+5' Jon Walters | Warszawa, Stadion Narodowy Widzów: 57 497 Sędzia: Cüneyt Çakır (Turcja) |
|                                 |                                                                                                  |          |                                                                                                  |                                                                         |

Polska: Łukasz Fabiański – Łukasz Piszczek, Kamil Glik, Michał Pazdan, Jakub Wawrzyniak – Paweł Olkowski (63. Jakub Błaszczykowski), Grzegorz Krychowiak, Karol Linetty, Krzysztof Mączyński (78. Łukasz Szukała), Kamil Grosicki (85. Sławomir Peszko) – Robert Lewandowski.

Irlandia: Darren Randolph – Séamus Coleman, John O’Shea, Richard Keogh, Robbie Brady – James McClean (73. Wes Hoolahan), James McCarthy, Glenn Whelan (58. Aiden McGeady), Jeff Hendrick – Jon Walters, Shane Long (55. Robbie Keane)
| 13 listopada 2015 20:45 CET | Polska · Kamil Grosicki 49' · Bartosz Kapustka 66' · Robert Lewandowski 76', 79' · Piotr Zieliński 57' | 4:2(0:1) | Islandia · 4' (k) Gylfi Sigurðsson · 69' Alfreð Finnbogason | Warszawa, Stadion Narodowy Widzów: 56 207 Sędzia: Padraig Sutton (Irlandia) |
|                             | |          |                                                             |                                                                             |

Polska: Wojciech Szczęsny – Łukasz Piszczek, Łukasz Szukała, Kamil Glik, Jakub Wawrzyniak (65. Bartosz Kapustka) – Jakub Błaszczykowski (12. Maciej Rybus), Grzegorz Krychowiak, Piotr Zieliński (65. Krzysztof Mączyński), Kamil Grosicki (86. Karol Linetty) – Arkadiusz Milik (86. Mariusz Stępiński), Robert Lewandowski (90. Artur Sobiech).

Islandia: Ögmundur Kristinsson – Birkir Már Sævarsson, Hólmar Örn Eyjólfsson, Ragnar Sigurðsson, Ari Freyr Skúlason – Arnór Ingvi Traustason, Aron Gunnarsson (46. Rúnar Sigurjónsson), Gylfi Sigurðsson, Birkir Bjarnason (46. Theódór Elmar Bjarnason) – Jón Daði Böðvarsson (76. Jóhann Guðmundsson), Kolbeinn Sigþórsson (16. Alfreð Finnbogason).
| 17 listopada 2015 20:45 CET | Polska · Arkadiusz Milik 3' · Tomasz Jodłowiec 12' · Kamil Grosicki 70' · Artur Jędrzejczyk 40' · Kamil Grosicki 71' | 3:1(2:1) | Czechy · 41' Ladislav Krejčí · 85' Marek Suchý | Wrocław, Stadion Miejski Widzów: 40 793 Sędzia: Sándor Andó-Szabó (Węgry) |
|                             | |          |                                                |                                                                           |

Polska: Artur Boruc – Artur Jędrzejczyk, Michał Pazdan (87. Paweł Dawidowicz), Kamil Glik (46. Thiago Cionek), Maciej Rybus – Bartosz Kapustka (83. Artur Sobiech), Karol Linetty (77. Sebastian Mila), Krzysztof Mączyński, Tomasz Jodłowiec (78. Ariel Borysiuk), Kamil Grosicki (73. Sławomir Peszko) – Arkadiusz Milik.

Czechy: Petr Čech – Tomáš Kalas (76. Daniel Pudil), Marek Suchý, Václav Procházka, Lukáš Bartošák (76. Pavel Kadeřábek) – Ondřej Zahustel (58. Jiří Skalák), Kamil Vacek, Jaroslav Plašil, Martin Pospíšil (84. Vladimír Darida), Ladislav Krejčí (58. Josef Šural) – Milan Škoda (67. Tomáš Necid).
| 23 marca 2016 20:45 CET | Polska · Jakub Błaszczykowski 28' | 1:0(1:0) | Serbia | Poznań, Stadion Miejski Widzów: 38 271 Sędzia: Alexander Harkam (Austria) |
|                         |                                   |          |        |                                                                           |

Polska: Łukasz Fabiański (46. Wojciech Szczęsny) – Łukasz Piszczek, Bartosz Salamon (87. Michał Pazdan), Kamil Glik, Maciej Rybus – Jakub Błaszczykowski, Piotr Zieliński (83. Ariel Borysiuk), Grzegorz Krychowiak (76. Tomasz Jodłowiec), Kamil Grosicki (75. Bartosz Kapustka) – Arkadiusz Milik, Robert Lewandowski (73. Łukasz Teodorczyk).

Serbia: Vladimir Stojković – Aleksandar Kolarov, Slobodan Rajković, Nikola Maksimović (90. Uroš Spajić), Branislav Ivanović – Adem Ljajić, Nemanja Matić (85. Darko Brašanac), Luka Milivojević (73. Nemanja Maksimović), Zoran Tošić (66. Miralem Sulejmani), Filip Kostić (78. Filip Mladenović) – Nikola Stojiljković (56. Filip Đuričić).
| 26 marca 2016 17:30 CET | Polska · Kamil Grosicki 18', 85' · Paweł Wszołek 20', 66' · Filip Starzyński 32' · Kamil Glik 43' | 5:0(3:0) | Finlandia · 81' Kari Arkivuo | Wrocław, Stadion Miejski Widzów: 42 068 Sędzia: Hiroyuki Kimura (Japonia) |
|                         |                                                                                                   |          |                              |                                                                           |

Polska: Artur Boruc (46. Przemysław Tytoń) – Artur Jędrzejczyk, Kamil Glik, Michał Pazdan, Jakub Wawrzyniak – Paweł Wszołek (86. Jakub Błaszczykowski), Grzegorz Krychowiak (46. Tomasz Jodłowiec), Bartosz Kapustka (79. Bartosz Salamon), Filip Starzyński (67. Piotr Zieliński), Kamil Grosicki – Arkadiusz Milik (63. Robert Lewandowski).

Finlandia: Lukas Hradecky – Paulus Arajuuri, Joona Toivio, Roman Eremenko (78. Thomas Lam), Përparim Hetemaj (46. Robin Lod), Kari Arkivuo, Tim Sparv, Jere Uronen, Alexander Ring (83. Janne Saksela), Joel Pohjanpalo (62. Teemu Pukki), Kasper Hämäläinen (46. Rasmus Schüller).
| 1 czerwca 2016 20:45 CEST | Polska · Artur Jędrzejczyk 60' · Robert Lewandowski 63' | 1:2(0:1) | Holandia · 33' Vincent Janssen · 76' Georginio Wijnaldum · 63' Georginio Wijnaldum | Gdańsk, Stadion Energa Gdańsk Widzów: 40 392 Sędzia: Miroslav Zelinka (Czechy) |
|                           |                                                         |          |                                                                                    |                                                                                |

Polska: Wojciech Szczęsny – Łukasz Piszczek (46. Thiago Cionek), Kamil Glik, Michał Pazdan, Artur Jędrzejczyk – Jakub Błaszczykowski (46. Bartosz Kapustka), Piotr Zieliński, Krzysztof Mączyński (80. Tomasz Jodłowiec), Arkadiusz Milik (87. Mariusz Stępiński), Kamil Grosicki (77. Sławomir Peszko) – Robert Lewandowski (67. Karol Linetty).

Holandia: Jasper Cillessen – Kenny Tete, Jeffrey Bruma, Virgil van Dijk, Jetro Willems (46. Patrick van Aanholt) – Marco van Ginkel (71. Kevin Strootman), Riechedly Bazoer, Georginio Wijnaldum – Steven Berghuis (67. Luciano Narsingh), Vincent Janssen (74. Bas Dost), Quincy Promes.
| 6 czerwca 2016 18:00 CEST | Polska · Grzegorz Krychowiak 79' | 0:0(0:0) | Litwa · 2' Rolandas Baravykas · 61' Georgas Freidgeimas · 79' Dovydas Norvilas · 83' Egidijus Vaitkūnas | Kraków, Stadion Miejski Widzów: 33 027 Sędzia: Filip Glova (Słowacja) |
|                           |                                  |          | |                                                                       |

Polska: Łukasz Fabiański (46. Artur Boruc) – Bartosz Kapustka, Kamil Glik (46. Bartosz Salamon), Thiago Cionek, Jakub Wawrzyniak – Jakub Błaszczykowski (74. Artur Jędrzejczyk), Grzegorz Krychowiak (85. Piotr Zieliński), Krzysztof Mączyński (46. Tomasz Jodłowiec), Filip Starzyński, Kamil Grosicki (77. Sławomir Peszko) – Arkadiusz Milik.

Litwa: Emilijus Zubas – Egidijus Vaitkūnas, Georgas Freidgeimas, Edvinas Girdvainis, Rolandas Baravykas (60. Vaidas Slavickas) – Fedor Černych (50. Nerijus Valskis), Artūras Žulpa (90. Donatas Kazlauskas), Mantas Kuklys (46. Simonas Paulius), Vykintas Slivka (69. Dovydas Norvilas), Arvydas Novikovas – Lukas Spalvis.
| 12 czerwca 2016 18:00 CEST | Polska · Arkadiusz Milik 51' · Bartosz Kapustka 21' · Łukasz Piszczek 89' | 1:0(0:0) | Irlandia Północna · 69' Craig Cathcart | Nicea, Allianz Riviera Widzów: 33 742 Sędzia: Ovidiu Alin Hațegan (Rumunia) |
|                            |                                                                           |          |                                        |                                                                             |

Polska: Wojciech Szczęsny – Łukasz Piszczek, Kamil Glik, Michał Pazdan, Artur Jędrzejczyk – Jakub Błaszczykowski (80. Kamil Grosicki), Grzegorz Krychowiak, Krzysztof Mączyński (78. Tomasz Jodłowiec), Arkadiusz Milik, Bartosz Kapustka (88. Sławomir Peszko) – Robert Lewandowski (k).

Irlandia Północna: Michael McGovern – Conor McLaughlin, Craig Cathcart, Gareth McAuley, Jonny Evans, Shane Ferguson (66. Conor Washington) – Paddy McNair (46. Stuart Dallas), Chris Baird (76. Jamie Ward), Steven Davis (k), Oliver Norwood – Kyle Lafferty.
| 16 czerwca 2016 21:00 CEST | Niemcy · Sami Khedira 3' · Mesut Özil 34' · Jérôme Boateng 67' | 0:0(0:0) | Polska · 45' Krzysztof Mączyński · 55' Kamil Grosicki · 90' Sławomir Peszko | Saint-Denis, Stade de France Widzów: 73 648 Sędzia: Björn Kuipers (Holandia) |
|                            |                                                                |          |                                                                             |                                                                              |

Niemcy: Manuel Neuer (k) – Benedikt Höwedes, Jérôme Boateng, Mats Hummels, Jonas Hector – Thomas Müller, Sami Khedira, Toni Kroos, Mesut Özil, Julian Draxler (71. Mario Gómez) – Mario Götze (66. André Schürrle).

Polska: Łukasz Fabiański – Łukasz Piszczek, Kamil Glik, Michał Pazdan, Artur Jędrzejczyk – Jakub Błaszczykowski (80. Bartosz Kapustka), Grzegorz Krychowiak, Krzysztof Mączyński (76. Tomasz Jodłowiec), Arkadiusz Milik, Kamil Grosicki (87. Sławomir Peszko) – Robert Lewandowski (k).
| 21 czerwca 2016 18:00 CEST | Ukraina · Rusłan Rotań 25' · Ołeksandr Kuczer 38' | 0:1(0:0) | Polska · 54' Jakub Błaszczykowski · 60' Bartosz Kapustka | Marsylia, Stade Vélodrome Widzów: 58 874 Sędzia: Svein Oddvar Moen (Norwegia) |
|                            |                                                   |          |                                                          |                                                                               |

Ukraina: Andrij Piatow – Artem Fedećkyj, Jewhen Chaczeridi, Ołeksandr Kuczer, Bohdan Butko – Andrij Jarmołenko, Rusłan Rotań, Taras Stepanenko, Ołeksandr Zinczenko (73. Wiktor Kowałenko), Jewhen Konoplanka – Roman Zozula (90. Anatolij Tymoszczuk).

Polska: Łukasz Fabiański – Thiago Cionek, Kamil Glik, Michał Pazdan, Artur Jędrzejczyk – Bartosz Kapustka (71. Kamil Grosicki), Grzegorz Krychowiak, Tomasz Jodłowiec, Piotr Zieliński (46. Jakub Błaszczykowski), Arkadiusz Milik (90. Filip Starzyński) – Robert Lewandowski (k).
| 25 czerwca 2016 18:00 CEST                                                                     | Szwajcaria · Xherdan Shaqiri 82' · Fabian Schär 55' · Johan Djourou 117' | 1:1 (dogr.) k. 4:5(0:1, 1:1, 1:1)                                                              | Polska · 39' Jakub Błaszczykowski · 58' Artur Jędrzejczyk · 11' Michał Pazdan | Saint-Étienne, Stade Geoffroy-Guichard Widzów: 38 842 Sędzia: Mark Clattenburg (Anglia) |
|                                                                                                |                                                                          |                                                                                                |                                                                               |                                                                                         |
|                                                                                                |                                                                          | Rzuty karne                                                                                    |                                                                               |                                                                                         |
| Stephan Lichtsteiner · Granit Xhaka · Xherdan Shaqiri · Fabian Schär · Ricardo Rodríguez Araya |                                                                          | Robert Lewandowski · Arkadiusz Milik · Kamil Glik · Jakub Błaszczykowski · Grzegorz Krychowiak |                                                                               |                                                                                         |

Szwajcaria: Yann Sommer – Stephan Lichtsteiner, Fabian Schär, Johan Djourou, Ricardo Rodríguez Araya – Xherdan Shaqiri, Valon Behrami (77. Gelson Fernandes), Granit Xhaka, Blerim Džemaili (58. Breel Embolo), Admir Mehmedi (70. Eren Derdiyok) – Haris Seferović.

Polska: Łukasz Fabiański – Łukasz Piszczek, Kamil Glik, Michał Pazdan, Artur Jędrzejczyk – Jakub Błaszczykowski, Grzegorz Krychowiak, Krzysztof Mączyński (101. Tomasz Jodłowiec), Arkadiusz Milik, Kamil Grosicki (104. Sławomir Peszko) – Robert Lewandowski (k).
| 30 czerwca 2016 21:00 CEST                                               | Polska · Robert Lewandowski 2' · Artur Jędrzejczyk 42' · Kamil Glik 66' · Bartosz Kapustka 89' | 1:1 (dogr.) k. 3:5(1:1, 1:1, 1:1)                                            | Portugalia · 33' Renato Sanches · 70' Adrien Silva · 90+3' William Carvalho | Marsylia, Stade Vélodrome Widzów: 62 940 Sędzia: Felix Brych (Niemcy) |
|                                                                          |                                                                                                |                                                                              |                                                                             |                                                                       |
|                                                                          |                                                                                                | Rzuty karne                                                                  |                                                                             |                                                                       |
| Robert Lewandowski · Arkadiusz Milik · Kamil Glik · Jakub Błaszczykowski |                                                                                                | Cristiano Ronaldo · Renato Sanches · João Moutinho · Nani · Ricardo Quaresma |                                                                             |                                                                       |

Polska: Łukasz Fabiański – Łukasz Piszczek, Kamil Glik, Michał Pazdan, Artur Jędrzejczyk – Jakub Błaszczykowski, Grzegorz Krychowiak, Krzysztof Mączyński (98. Tomasz Jodłowiec), Arkadiusz Milik, Kamil Grosicki (82. Bartosz Kapustka) – Robert Lewandowski (k).

Portugalia: Rui Patrício – Cédric Soares, Pepe, José Fonte, Eliseu – Renato Sanches, William Carvalho (96. Danilo Pereira), Adrien Silva (74. João Moutinho), João Mário (80. Ricardo Quaresma) – Nani, Cristiano Ronaldo.
| 4 września 2016 18:00 CEST | Kazachstan · Siergiej Chiżniczenko 51', 58' · Siergiej Mały 18' · Jełdos Achmetow 43' · Maksat Bajżanow 56' · Siergiej Chiżniczenko 70' · Isłambek Kuat 71' · Bauyrżan Isłamchan 74' | 2:2(0:2) | Polska · 9' Bartosz Kapustka · 35' (k) Robert Lewandowski · 18' Robert Lewandowski · 28' Piotr Zieliński · 53' Łukasz Piszczek · 73' Kamil Glik | Astana, Astana Arena Widzów: 19 905 Sędzia: Serdar Gözübüyük (Holandia) |
|                            | |          | |                                                                         |

Kazachstan: Stas Pokatiłow – Abzał Biejsiebiekow, Jełdos Achmetow (61. Rienat Abdulin), Siergiej Mały, Aleksandr Kislicyn, Dmitrij Szomko – Serykżan Mużykow, Maksat Bajżanow (69. Azat Nurgalijew), Bauyrżan Isłamchan (79. Aschat Tagybergen), Isłambek Kuat – Siergiej Chiżniczenko

Polska: Łukasz Fabiański – Łukasz Piszczek, Kamil Glik, Bartosz Salamon, Maciej Rybus – Jakub Błaszczykowski, Grzegorz Krychowiak, Piotr Zieliński, Arkadiusz Milik, Bartosz Kapustka (83. Karol Linetty) – Robert Lewandowski.
| 8 października 2016 20:45 CEST | Polska · Robert Lewandowski 20', 36' (k), 47' · Thiago Cionek 53' | 3:2(2:0) | Dania · 49' (sam.) Kamil Glik · 69' Yussuf Poulsen · 36' Kasper Schmeichel · 62' Christian Eriksen | Warszawa, Stadion Narodowy Widzów: 56 811 Sędzia: Gianluca Rocchi (Włochy) |
|                                |                                                                   |          | |                                                                            |

Polska: Łukasz Fabiański – Łukasz Piszczek, Kamil Glik, Thiago Cionek, Artur Jędrzejczyk – Jakub Błaszczykowski (89. Sławomir Peszko), Grzegorz Krychowiak, Piotr Zieliński, Arkadiusz Milik (46. Karol Linetty), Kamil Grosicki (74. Maciej Rybus) – Robert Lewandowski.

Dania: Kasper Schmeichel – Simon Kjær, Andreas Christensen, Jannik Vestergaard (82. Thomas Delaney) – Peter Ankersen, William Kvist, Pierre Højbjerg, Christian Eriksen, Riza Durmisi – Viktor Fischer (75. Pione Sisto), Nicolai Jørgensen (46. Yussuf Poulsen).
| 11 października 2016 20:45 CEST | Polska · Hrajr Mkojan 48' (sam.) · Robert Lewandowski 90+5' · Thiago Cionek 35' · Jakub Błaszczykowski 87' | 2:1(0:0) | Armenia · 50' Marcos Pizzelli · 28', 30' Gaël Andonian · 85' Arsen Beglarjan | Warszawa, Stadion Narodowy Widzów: 44 786 Sędzia: Ivan Kružliak (Słowacja) |
|                                 | |          |                                                                              |                                                                            |

Polska: Łukasz Fabiański – Jakub Błaszczykowski, Kamil Glik, Thiago Cionek, Artur Jędrzejczyk (34. Paweł Wszołek) – Kamil Grosicki (70. Bartosz Kapustka), Grzegorz Krychowiak, Piotr Zieliński, Maciej Rybus – Robert Lewandowski, Łukasz Teodorczyk (85. Kamil Wilczek).

Armenia: Arsen Beglarjan – Warazdat Harojan, Gaël Andonian, Marcos Pizzelli (85. Dawit Hakobjan), Artak Grigorjan, Kamo Howhannisjan (60. Araz Özbiliz), Hrajr Mkojan, Wahagn Minasjan, Karen Muradjan (34. Taron Woskanjan), Lewon Hajrapetjan, Dawit Manojan.
| 11 listopada 2016 20:45 CET | Rumunia · Romario Benzar 52' · Cristian Săpunaru 68' · Florin Andone 78' | 0:3(0:1) | Polska · 11' Kamil Grosicki · 82', 90' (k) Robert Lewandowski | Bukareszt, Arena Narodowa Widzów: 48 531 Sędzia: Damir Skomina (Słowenia) |
|                             |                                                                          |          |                                                               |                                                                           |

Rumunia: Ciprian Tătărușanu – Romario Benzar, Vlad Chiricheș, Dragoș Grigore, Alin Toșca – Adrian Popa (46. Florin Andone), Răzvan Marin, Ovidiu Hoban (46. Andrei Prepeliță), Nicolae Stanciu (82. Claudiu Keșerü), Alexandru Chipciu – Bogdan Stancu.

Polska: Łukasz Fabiański – Łukasz Piszczek, Kamil Glik, Michał Pazdan, Artur Jędrzejczyk – Jakub Błaszczykowski, Grzegorz Krychowiak, Karol Linetty (70. Krzysztof Mączyński), Piotr Zieliński (80. Łukasz Teodorczyk), Kamil Grosicki (89. Sławomir Peszko) – Robert Lewandowski.
| 14 listopada 2016 20:45 CET | Polska · Łukasz Teodorczyk 79' · Michał Pazdan 76' | 1:1(0:1) | Słowenia · 24' Miha Mevlja · 30' Miha Zajc · 70' Rene Krhin | Wrocław, Stadion Miejski Widzów: 40 119 Sędzia: Björn Kuipers (Holandia) |
|                             |                                                    |          |                                                             |                                                                          |

Polska: Artur Boruc (46. Wojciech Szczęsny) – Bartosz Bereszyński, Thiago Cionek, Michał Pazdan, Artur Jędrzejczyk – Paweł Wszołek (66. Jakub Błaszczykowski), Grzegorz Krychowiak (46. Kamil Wilczek), Jacek Góralski (61. Piotr Zieliński), Krzysztof Mączyński (83. Damian Dąbrowski), Bartosz Kapustka (71. Kamil Grosicki) – Łukasz Teodorczyk.

Słowenia: Vid Belec (84. Jan Koprivec) – Boban Jović, Miral Samardžić (46. Antonio Delamea Mlinar), Miha Mevlja, Gregor Sikošek – Nik Omladič, Rene Krhin, Miha Zajc (46. Rok Kronaveter), Jasmin Kurtič, Benjamin Verbič (66. Aleks Pihler) – Josip Iličić (53. Andraž Šporar).
| 26 marca 2017 20:45 CEST | Czarnogóra · Stefan Mugoša 63' · Stefan Savić 38' · Stefan Mugoša 40' · Marko Vešović 41' · Aleksandar Šofranac 48' | 1:2(0:1) | Polska · 40' Robert Lewandowski · 82' Łukasz Piszczek · 69' Kamil Glik | Podgorica, Stadion Pod Goricom Widzów: 10 439 Sędzia: Viktor Kassai (Węgry) |
|                          | |          |                                                                        |                                                                             |

Czarnogóra: Mladen Božović – Adam Marušić (90+2. Mirko Vučinić), Stefan Savić, Aleksandar Šofranac, Filip Stojković – Marko Vešović, Nikola Vukčević, Aleksandar Šćekić (86. Luka Đorđević), Stefan Mugoša, Damir Kojašević (81. Mirko Ivanić) – Fatos Bećiraj.

Polska: Łukasz Fabiański – Łukasz Piszczek, Kamil Glik, Michał Pazdan, Artur Jędrzejczyk – Jakub Błaszczykowski, Piotr Zieliński, Karol Linetty (78. Łukasz Teodorczyk), Krzysztof Mączyński (90+2. Thiago Cionek), Kamil Grosicki (90+6. Sławomir Peszko) – Robert Lewandowski.
| 10 czerwca 2017 20:45 CEST | Polska · Robert Lewandowski 29' (k), 57' (62), k' | 3:1(1:0) | Rumunia · 77' Bogdan Stancu · 28' Cristian Săpunaru | Warszawa, Stadion Narodowy Widzów: 57 128 Sędzia: Ruddy Boquet (Francja) |
|                            |                                                   |          |                                                     |                                                                          |

Polska: Wojciech Szczęsny – Łukasz Piszczek, Thiago Cionek, Michał Pazdan, Artur Jędrzejczyk – Jakub Błaszczykowski, Krzysztof Mączyński (44. Grzegorz Krychowiak), Karol Linetty (72. Arkadiusz Milik), Piotr Zieliński (81. Łukasz Teodorczyk), Kamil Grosicki – Robert Lewandowski.

Rumunia: Ciprian Tătărușanu – Romario Benzar, Vlad Chiricheș, Cristian Săpunaru, Alin Toșca, Iasmin Latovlevici (60. Gheorghe Grozav) – Bogdan Stancu, Răzvan Marin (79. Sergiu Hanca), Mihai Pintilii, Alexandru Chipciu (60. Nicolae Stanciu) – Florin Andone
| 1 września 2017 20:45 CEST | Dania · Thomas Delaney 15' · Andreas Cornelius 42' · Nicolai Jørgensen 59' · Christian Eriksen 80' | 4:0(2:0) | Polska | Kopenhaga, Parken Stadium Sędzia: Milorad Mazić (Serbia) |
|                            | |          |        |                                                          |

Dania: Kasper Schmeichel – Henrik Dalsgaard, Simon Kjær, Andreas Bjelland, Jens Stryger Larsen – Andreas Cornelius (75. Nicklas Bendtner), William Kvist, Thomas Delaney (86. Mike Jensen), Christian Eriksen, Pione Sisto – Nicolai Jørgensen (82. Lukas Lerager).

Polska: Łukasz Fabiański – Łukasz Piszczek (34. Thiago Cionek), Kamil Glik, Michał Pazdan, Artur Jędrzejczyk – Jakub Błaszczykowski (62. Arkadiusz Milik), Krzysztof Mączyński, Karol Linetty (67. Maciej Makuszewski), Piotr Zieliński, Kamil Grosicki – Robert Lewandowski.
| 4 września 2017 20:45 CEST | Polska · Arkadiusz Milik 11' · Kamil Glik 74' · Robert Lewandowski 59' (k) | 3:0(1:0) | Kazachstan | Warszawa, Stadion Narodowy Widzów: 56 963 Sędzia: Andris Treimanis (Łotwa) |
|                            |                                                                            |          |            |                                                                            |

Polska: Łukasz Fabiański – Łukasz Piszczek, Kamil Glik, Michał Pazdan, Maciej Rybus – Maciej Makuszewski (65. Jakub Błaszczykowski), Krzysztof Mączyński (89. Jan Bednarek), Piotr Zieliński, Kamil Grosicki – Arkadiusz Milik (90. Łukasz Teodorczyk), Robert Lewandowski.

Kazachstan: Dawid Łorija – Gafurżan Sujumbajew, Jurij Łogwinienko, Jełdos Achmetow, Wiktor Dmitrienko, Dmitrij Szomko – Asłan Darabajew, Isłambek Kuat, Abzał Biejsiebiekow (86. Aschat Tagybiergien), – Siergiej Chiżniczenko (68. Aleksiej Szczotkin), Roman Murtazajew.
| 5 października 2017 18:00 CEST | Armenia · Howhannes Hambardzumjan 39' | 1:6(1:3) | Polska · 2' Kamil Grosicki · 18' (25), 64' Robert Lewandowski · 58' Jakub Błaszczykowski · 89' Rafał Wolski | Erywań, Stadion Hanrapetakan Sędzia: Matej Jug (Słowenia) |
|                                |                                       |          | |                                                           |

Armenia: Grigor Meliksetjan – Kamo Howhannisjan, Howhannes Hambardzumjan, Taron Woskanjan, Artak Edigarjan – Gegham Kadimjan (62. Edgar Malakjan), Henrich Mchitarjan, Gor Malakjan, Ruslan Korjan (66. Edgar Manuczarjan), Sargis Adamjan (73. Dawit Manojan) – Tigran Barseghian.

Polska: Wojciech Szczęsny – Łukasz Piszczek, Kamil Glik, Michał Pazdan (85. Thiago Cionek), Bartosz Bereszyński – Jakub Błaszczykowski, Grzegorz Krychowiak, Karol Linetty (59. Krzysztof Mączyński), Piotr Zieliński, Kamil Grosicki (72. Rafał Wolski) – Robert Lewandowski.
| 8 października 2017 18:00 CEST | Polska · Krzysztof Mączyński 6' · Kamil Grosicki 16' · Robert Lewandowski 85' · Filip Stojković 87' (sam.) | 4:2(2:0) | Czarnogóra · 78' Stefan Mugoša · 83' Žarko Tomašević | Warszawa, Stadion Narodowy Widzów: 57 538 Sędzia: Daniele Orsato (Włochy) |
|                                | |          |                                                      |                                                                           |

Polska: Wojciech Szczęsny – Łukasz Piszczek (46. Maciej Rybus), Kamil Glik, Michał Pazdan, Bartosz Bereszyński – Jakub Błaszczykowski, Grzegorz Krychowiak, Krzysztof Mączyński (90. Rafał Wolski), Piotr Zieliński, Kamil Grosicki (90. Maciej Makuszewski) – Robert Lewandowski.

Czarnogóra: Danijel Petković – Filip Stojković, Emrah Klimenta, Nemanja Mijušković, Žarko Tomašević – Marko Janković, Aleksandar Šćekić, Nikola Vukčević, Mirko Ivanić (67. Sead Hakšabanović), Vladimir Jovović (77. Stefan Mugoša) – Fatos Bećiraj.
| 10 listopada 2017 20:45 CET | Polska | 0:0(0:0) | Urugwaj | Warszawa, Stadion Narodowy Widzów: 56 147 Sędzia: István Vad (Węgry) |
|                             |        |          |         |                                                                      |

Polska: Artur Boruc (45. Łukasz Fabiański) – Bartosz Bereszyński, Thiago Cionek (46. Artur Jędrzejczyk), Kamil Glik, Jarosław Jach, Maciej Rybus – Jakub Błaszczykowski (75. Krzysztof Mączyński), Grzegorz Krychowiak, Jacek Góralski (70. Piotr Zieliński), Kamil Grosicki (90. Maciej Makuszewski) – Kamil Wilczek (66. Jakub Świerczok).

Urugwaj: Martín Silva – Guillermo Varela, José María Giménez, Mauricio Lemos, Gastón Silva – Gastón Pereiro (60. Cristián Rodríguez), Matías Vecino, Rodrigo Bentancur, Nahitan Nández (67. Carlos Sánchez), Giorgian De Arrascaeta (74. Maximiliano Gómez) – Edinson Cavani
| 13 listopada 2017 20:45 CET | Polska | 0:1(0:1) | Meksyk · 13' Raúl Jiménez | Gdańsk, Stadion Energa Gdańsk Widzów: 32 736 Sędzia: Oliver Drachta (Austria). |
|                             |        |          |                           |                                                                                |

Polska: Wojciech Szczęsny – Tomasz Kędziora, Artur Jędrzejczyk (46. Paweł Wszołek), Thiago Cionek, Jarosław Jach, Maciej Rybus (83. Rafał Kurzawa) – Piotr Zieliński, Krzysztof Mączyński, Karol Linetty (62. Rafał Wolski), Maciej Makuszewski (76. Jakub Błaszczykowski) – Jakub Świerczok (71. Mariusz Stępiński).

Meksyk: José de Jesús Corona – Miguel Layún, Carlos Salcedo (46. Néstor Araujo), Hugo Ayala (46. César Montes), Héctor Moreno (63. Carlos Vela), Jesús Gallardo – Jonathan dos Santos (74. Omar Govea), Diego Reyes, Andrés Guardado, Javier Aquino (46. Hirving Lozano) – Raúl Jiménez (46. Oribe Peralta).
| 23 marca 2018 20:45 CET | Polska | 0:1(0:0) | Nigeria · 61' (k) Victor Moses | Wrocław, Stadion Miejski Widzów: 41 208 Sędzia: Michael Oliver (Anglia). |
|                         |        |          |                                |                                                                          |

Polska: Łukasz Fabiański (46. Bartosz Białkowski) – Przemysław Frankowski (86. Tomasz Kędziora), Łukasz Piszczek (46. Artur Jędrzejczyk), Kamil Glik, Marcin Kamiński, Rafał Kurzawa – Piotr Zieliński, Grzegorz Krychowiak, Karol Linetty (18. Jacek Góralski), Dawid Kownacki (72. Arkadiusz Milik) – Robert Lewandowski (67. Jakub Świerczok)

Nigeria: . Francis Uzoho – Shehu Abdullahi (78. Tyronne Ebuehi), William Troost-Ekong, Leon Balogun (74. Kenneth Omeruo), Brian Idowu – Victor Moses, Wilfred Ndidi, Joel Obi (65. Ogenyi Onazi), Alex Iwobi (59. Ahmed Musa) – Kelechi Iheanacho (83. John Ogu), Odion Ighalo (89. Moses Simon)
| 27 marca 2018 20:45 CEST | Polska · Robert Lewandowski 32' · Kamil Grosicki 45' · Piotr Zieliński 90+2' | 3:2(2:0) | Korea Południowa · 85' Lee Chang-min · 87' Hwang Hee-chan | Chorzów, Stadion Śląski Widzów: 53 129 Sędzia: Tore Hansen (Norwegia) |
|                          |                                                                              |          |                                                           |                                                                       |

Polska: Wojciech Szczęsny (46. Łukasz Skorupski) – Artur Jędrzejczyk, Łukasz Piszczek (46. Thiago Cionek), Kamil Glik (67. Tomasz Kędziora), Michał Pazdan, Maciej Rybus (87. Rafał Kurzawa) – Piotr Zieliński, Taras Romanczuk (61. Arkadiusz Milik), Krzysztof Mączyński, Kamil Grosicki – Robert Lewandowski (46. Łukasz Teodorczyk).

Korea Południowa: Kim Seung-gyu – Lee Yong (46. Choi Chul-soon), Kim Min-jae (38. Hwang Hee-chan), Jang Hyun-soo, Hong Jeong-ho (46. Yun Young-sun), Park Joo-ho – Kwon Chang-hoon, Ki Sung-yong (80. Lee Chang-min), Jung Woo-young, Lee Jae-sung (63. Kim Shin-wook) – Son Heung-min.
| 8 czerwca 2018 20:45 CEST | Polska · Robert Lewandowski 30' · Piotr Zieliński 34' | 2:2(2:1) | Chile · 38' Diego Valdés · 56' Miiko Albornoz | Poznań, Stadion Miejski Widzów: 41 216 Sędzia: Paolo Mazzoleni (Włochy) |
|                           |                                                       |          |                                               |                                                                         |

Polska: Wojciech Szczęsny (46. Łukasz Fabiański) – Łukasz Piszczek (46. Thiago Cionek), Jan Bednarek, Michał Pazdan, Maciej Rybus (82. Bartosz Bereszyński) – Jakub Błaszczykowski, Grzegorz Krychowiak, Karol Linetty (46. Arkadiusz Milik), Piotr Zieliński, Kamil Grosicki (67. Jacek Góralski) – Robert Lewandowski (74. Łukasz Teodorczyk).

Chile: Gabriel Arias – Paulo Díaz (87. Francisco Sierralta), Enzo Roco, Guillermo Maripán, Sebastián Vegas (35. Miiko Albornoz) – Ángelo Sagal (82. José Bizama), Jimmy Martínez (68. Ángelo Araos), Lorenzo Reyes, Diego Valdés, Júnior Fernandes – Nicolás Castillo (87. Cristián Cuevas).
| 12 czerwca 2018 18:00 CEST | Polska · Robert Lewandowski 19', 33' · Dawid Kownacki 71' · Jakub Błaszczykowski 82' (k) | 4:0(2:0) | Litwa | Warszawa, Stadion Narodowy Widzów: 53 803 Sędzia: Kevin Blom (Holandia) |
|                            |                                                                                          |          |       |                                                                         |

Polska: Łukasz Fabiański (46. Wojciech Szczęsny) – Artur Jędrzejczyk (46. Łukasz Piszczek), Jan Bednarek (53. Michał Pazdan), Thiago Cionek – Bartosz Bereszyński, Grzegorz Krychowiak (77. Piotr Zieliński), Jacek Góralski, Maciej Rybus (70. Jakub Błaszczykowski) – Arkadiusz Milik, Robert Lewandowski (46. Łukasz Teodorczyk), Dawid Kownacki.

Litwa: Džiugas Bartkus – Rolandas Baravykas (74. Valdemaras Borovskis), Algis Jankauskas (90. Tomas Mikuckis), Edvinas Girdvainis, Egidijus Vaitkūnas – Arvydas Novikovas, Simonas Paulius (58. Vykintas Slivka), Modestas Vorobjovas, Ovidijus Verbickas, Fedor Černych (26. Justas Lasickas) – Darvydas Šernas (69. Karolis Laukžemis).
| 19 czerwca 2018 17:00 CEST | Polska · Grzegorz Krychowiak 86' | 1:2(0:1) | Senegal · 37' (sam.) Thiago Cionek · 60' M’Baye Niang | Moskwa, Otkrytije Ariena Widzów: 44 190 Sędzia: Nawaf Abdulla Ghayyath Shukralla (Bahrajn) |
|                            |                                  |          |                                                       |                                                                                            |

Polska: Wojciech Szczęsny – Łukasz Piszczek (83. Bartosz Bereszyński), Thiago Cionek, Michał Pazdan, Maciej Rybus – Jakub Błaszczykowski (46. Jan Bednarek), Grzegorz Krychowiak, Piotr Zieliński, Arkadiusz Milik (73. Dawid Kownacki), Kamil Grosicki – Robert Lewandowski.

Senegal: Khadim N’Diaye – Moussa Wagué, Salif Sané, Kalidou Koulibaly, Youssouf Sabaly – Ismaïla Sarr, Idrissa Guèye, Alfred N’Diaye (87. Cheikhou Kouyaté), Sadio Mané – Mame Biram Diouf (62. Cheikh N’Doye), M’Baye Niang (76. Moussa Konaté).
| 24 czerwca 2018 20:00 CEST | Polska | 0:3(0:1) | Kolumbia · 40' Yerry Mina · 70' Radamel Falcao · 75' Juan Cuadrado | Kazań, Kazań Ariena Widzów: 42 873 Sędzia: César Arturo Ramos Palazuelos (Meksyk) |
|                            |        |          |                                                                    |                                                                                   |

Polska: Wojciech Szczęsny – Łukasz Piszczek, Jan Bednarek, Michał Pazdan (80. Kamil Glik) – Bartosz Bereszyński (72. Łukasz Teodorczyk), Jacek Góralski, Grzegorz Krychowiak, Piotr Zieliński, Dawid Kownacki (57. Kamil Grosicki), Maciej Rybus – Robert Lewandowski.

Kolumbia: David Ospina – Santiago Arias, Yerry Mina, Dávinson Sánchez, Johan Mojica – Juan Cuadrado, Wílmar Barrios, Abel Aguilar (32. Mateus Uribe), Juan Quintero (73. Jefferson Lerma), James Rodríguez – Radamel Falcao (78. Carlos Bacca).
| 28 czerwca 2018 16:00 CEST | Japonia | 0:1(0:0) | Polska · 59' Jan Bednarek | Wołgograd, Wołgograd Ariena Widzów: 42 189 Sędzia: Janny Sikazwe (Zambia) |
|                            |         |          |                           |                                                                           |

Japonia: Eiji Kawashima – Hiroki Sakai, Maya Yoshida, Tomoaki Makino, Yūto Nagatomo – Gōtoku Sakai, Hotaru Yamaguchi, Gaku Shibasaki, Shinji Okazaki (47. Yūya Ōsako), Takashi Usami (65. Takashi Inui) – Yoshinori Mutō (82. Makoto Hasebe).

Polska: Łukasz Fabiański – Bartosz Bereszyński, Kamil Glik, Jan Bednarek, Artur Jędrzejczyk – Kamil Grosicki, Grzegorz Krychowiak, Jacek Góralski, Piotr Zieliński (79. Łukasz Teodorczyk), Rafał Kurzawa (80. Sławomir Peszko) – Robert Lewandowski.